# 電鍵

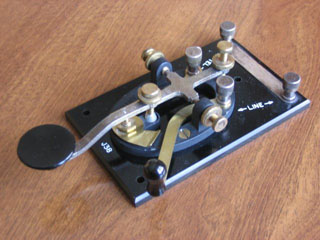
J38。第二次世界大戦期にアメリカ軍で使用されたモデル。「ストレート・キー」と呼ばれるスタイル。

電鍵（でんけん、英: telegraph key）とは、モールス符号をつくるための電気的な開閉器と取手（ハンドル）を備えた装置である。

## 概要
有線方式の電信の時代から使われている装置である。その後、無線でも使われるようになった。
モールス符号で通信を行うには、モールス符号を受信（解読）する技能に加え、電鍵を操作して正確な符号を送信する技能が必要である。
利き手で打鍵し受信時には筆記具に持ち替える人と、利き手に筆記用具を持ったまま反対の手で打鍵する人がいる。
現在、総合無線通信士および国内電信級陸上特殊無線技士の国家試験の電気通信術では、受験者は持参した電鍵を使用できる。

## 種類

### 単式電鍵
“縦振れ（縦振り）電鍵”または通称米つきバッタ。英語ではストレート･キー(Straight key)、シングル･キー(Single key)という。電鍵の基本とされるもので、つまみを上下に動かすことでモールス符号を送信する。操作方法は主に反動式と按下式がある。自由に通信速度を設定できる長所があるが、短点・長点のタイミングの調整は全て手動であるため、正確な符号を送信するには相当の訓練を必要とする。
業務用には、基台に大理石を使って安定性を増したもの（普及品はプラスチックで、机に貼り付けたり錘を組み込んだりしなければズレてしまう。）、ボールベアリングを用いて摩擦を減らしたもの、接点を研磨する手間を省く為に金接点や銀接点、タングステン接点を施したものなどがある。
日本式ではつまみの高さが高く、米国式では高さが低いので指の使い方が異なる。1874年時代のドイツのサッカーをテーマにした映画の中では日本式に近い形の有線電信電鍵が使われている。
動作原理と構造
- 単式電鍵の基本的な動作原理図。つまみを持ち、それを押し下げることで、図の右側寄りの二つの金属（上向きと下向きの三角（△と▽）が接触し、回路がつながり電流が流れる。この図ではばねは持ち手側にあり、板ばねである。
- 構造図の一例。この図ではばねはつまみと反対側にあり、コイルばねになっている。
- 古い歴史的な電鍵。動作原理図・構造図と参照しやすい。

### 複式電鍵
横振れ（横振り）電鍵ともいう。板状のつまみ（レバー）を左右に動かすことでモールス符号を送信する。後述の自動電鍵とは違い、一長点・短点ごとに操作しなければならない（自動送出は出来ない。）。単式の機構を横に倒した構造である。

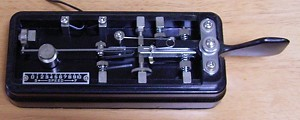
半自動電鍵の内部（ハイモンド・エレクトロのBK-100　カバーを外した状態）

### 半自動電鍵
錘の振動などの機構により短点のみを自動的に送信する電鍵。英語ではバグキー(Bug key)という。レバーを右に押すと内蔵の振り子の作用で短点が自動的に送信される。左に押すと接点が繋がったままになるので、手動で断続して長点とする。高速度の送信が可能であることから、自動電鍵が普及する以前には業務用に広く用いられた。日本ではハイモンド・エレクトロ社だけが唯一、BK-100を生産していたが打ち切ったため、現在はVibroplex社（アメリカ）の製品のみしかない。
なお、バグキーの名は、世界で初めて開発した（1904年特許取得）Vibroplexがホタル(Lightning Bug)を社章として刻んでいた事に由来する。

### 自動電鍵

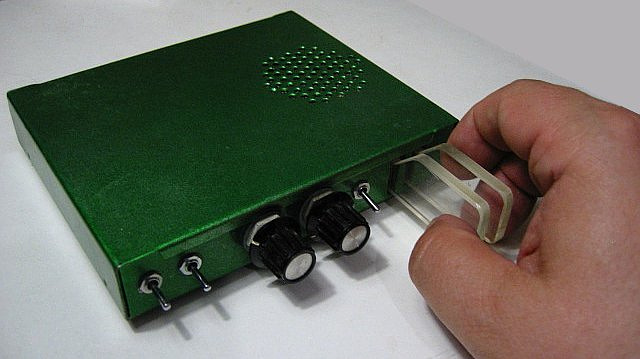
自動電鍵で二枚パドルのもの。(自作: DL5MDA, 1972)

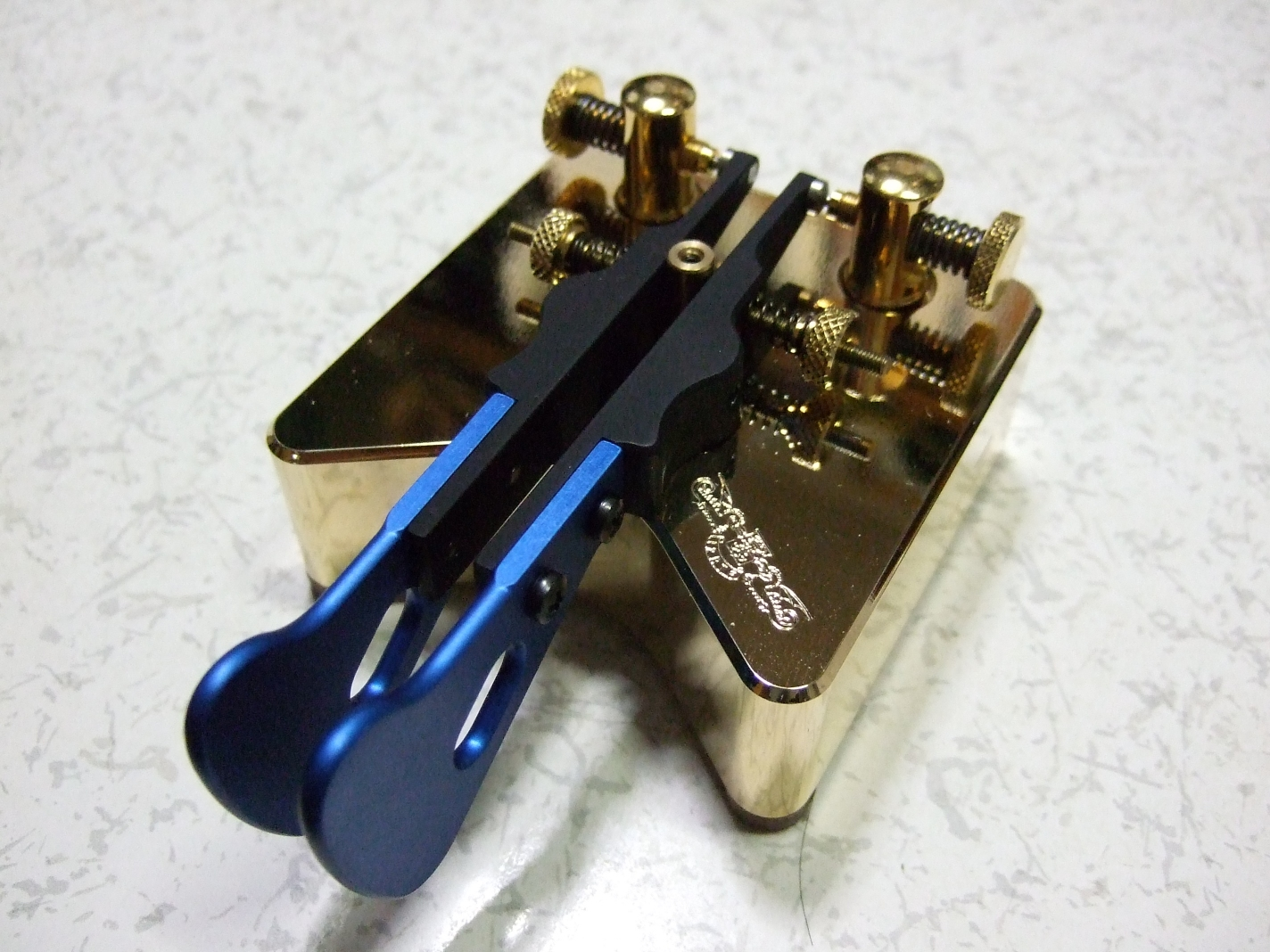
パドル（イタリア Begali 社のアイアンビック・キー Simplex）

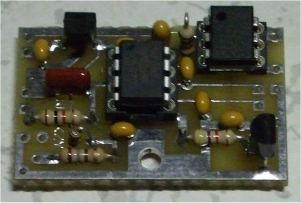
エレクトリック・キーヤーのキット（作成済み。アメリカ Jackson Harbor Press 社の PK-4）

電子回路により、短点と長点を自動的に送信する電鍵である。操作には2つの接点を持つ専用のパドル（マニピュレーター）を用いる。パドルのレバーは1枚のものと2枚のものがある。エレクトリック・キーヤーとも呼ばれる。「エレキー」と略されるが、これはカツミ電機（2011年廃業）の登録商標となっていた。2枚パドルのものは両方を絞るように摘まむ事で長点と短点が交互に連続して送信でき、C（－・－・）やF（・・－・）、AR（・－・－・）などが効率的に発生させられる。この動作をするものをアイアンビック・キーヤー（iambic keyer）あるいはスクイズ・キーヤー（squeeze keyer）という。また、送信した符号を記憶・再生するメモリ機能を備えていることが多い。メモリ機能を備えているエレクトリック・キーヤーは、メモリ・キーヤーと呼ばれることもある。
本体（符号を発生させる小型コンピュータ）とパドルが別になっている製品もあり、このような製品では自分の好みのパドルを外部接続出来る（カツミ電機、BENCHAR、Vibroplex、GHDキー社などから多数出ている。）。更には機械接点ではなく、光接点（フォトダイオードとトランジスタの組合せ）になった物さえ存在する。当然だが操作音がしない代わりにパドルにも電源が必要になる。

#### 自動電鍵の利用方法
自動電鍵を利用するには、エレクトリック・キーヤーの機能を持つ回路が必要である。
最近のメーカー製の無線機で CW（電信）モードが送受信できる機種では、エレクトリック・キーヤーの回路が内蔵されているのがふつうである。このような場合、無線機にパドルを接続するだけで自動電鍵が利用できる。
CW モードに対応しているが、エレクトリック・キーヤーの回路が内蔵されていない無線機の場合、そのままでは単式電鍵（縦振り電鍵）は使用できるが自動電鍵は使用できない。このような場合、外部にエレクトリック・キーヤーの回路を用意する必要がある。エレクトリック・キーヤーの回路は完成品やキットが市販されているし、一から自作することもできる。自動電鍵を使用するには、エレクトリック・キーヤーのパドル接続端子にパドルを、キーイング出力端子を無線機の電鍵端子にそれぞれ接続する。また、エレクトリック・キーヤーとパドルとが一体になった電鍵も存在する。この場合は、その電鍵のキーイング出力端子を無線機の電鍵端子に接続するだけで自動電鍵が利用できる。
無線機にエレクトリック・キーヤーの回路が内蔵されていても、その機能が気に入らない場合は、内蔵のエレクトリック・キーヤーを使用せず、好みの機能を持つエレクトリック・キーヤーを外付けして利用することもできる。
エレクトリック・キーヤーは、最低限の機能として短点と長点とを出力できなければならない。次に、打鍵するスピードを速くしたり遅くしたり調節できる機能もほとんど必須といってよい。初期のエレクトリック・キーヤーは自作品が多かったため、最低限の機能を持つだけか、それに打鍵スピードを調節できる機能を付加しただけのものが多かった。これは当時入手できる電子部品で高機能な回路を作ろうとすると部品点数が多くなったり、回路が複雑になったりしたためや、自分専用に使用するので低機能でも本人が満足できる出来栄えであればよかったからといった事情がある。最近では、無線機内蔵であれ外付であれ、市販の完成品やキット、あるいは自作品であれ、高機能のエレクトリック・キーヤーが一般的に使われるようになった。たとえば、スクイズ操作に対応したり、よく打鍵する文字列を複数メモリしておき、ボタンを押すだけでメモリに登録してある複数の文字列の中から 1 つを選んで、自動的に打鍵したりするなどの機能などである（メモリ・キーヤーの機能）。高機能のエレクトリック・キーヤー回路が利用できるようになったのは、小型で高機能の電子部品（PIC や AVR 等のマイクロコントローラ等）が安価で入手し利用できるようになったためである。
- フランスのL. Mors Paris製造のモデルF6BLK。1880年。
- スイス軍で使用された電鍵。
- 日本の練習用縦振れ電鍵。
- 第二次世界大戦期にアメリカ軍で使用された「J38」。「ストレート・キー」と呼ばれるスタイル。他の3者と異なり、ノブ部分が下がっているが、ノブを摘まむのではなく、指の腹で叩くように打つ方式の為。
- パドルと呼ばれる接点が2つある高速入力用の電鍵。
- 廃材や身近な材料でアマチュア無線家が自作した電鍵の例。

## 歴史
電鍵の歴史の始まりは、モールス符号の始まりと密接に関係している。1844年、アメリカでワシントンとボルチモア間で最初のデモンストレーションをしたが、その数週間前の時点ではモールスの助手のヴェイルは単純なスイッチ（開閉器）を使っていた。ヴェイルの残した記述によると、その開閉器はドアの開閉のような機構で動くもので、木の板と真鍮板をバネ状にしたものを組合せたもので、ヴェイルはその装置を「Correspondent コレスポンデント」と呼んでいて、しばらくはその名称が使われることになった。この装置は1844年の最初のデモに使用されたが、そのデモから6ヶ月もしないうちに、ヴェイルはレバーと支点を使用する新しいタイプの電鍵を開発した。（これと同じ方式が、現代でも使用されている。）